# Olympische Sommerspiele 1956/Leichtathletik – 100 m (Frauen)
Der 100-Meter-Lauf der Frauen bei den Olympischen Spielen 1956 in Melbourne wurde am 24. und 26. November 1956 im Melbourne Cricket Ground ausgetragen. 37 Athletinnen nahmen teil.
Olympiasiegerin wurde die Australierin Betty Cuthbert. Die Deutsche Christa Stubnick, frühere Christa Seliger, verhinderte mit ihrer Silbermedaille einen australischen Doppelsieg. Bronze gewann die Australierin Marlene Mathews.
Neben Christa Stubnick gingen auch Gisela Birkemeyer, frühere Gisela Köhler, und Inge Fuhrmann für Deutschland an den Start. Während Fuhrmann in ihrem Vorlauf ausschied, konnte Birkemeyer ins Halbfinale laufen, schied aber dort als Vierte aus. Schweizer und österreichische Athletinnen nahmen nicht teil.

## Rekorde

### Bestehende Rekorde

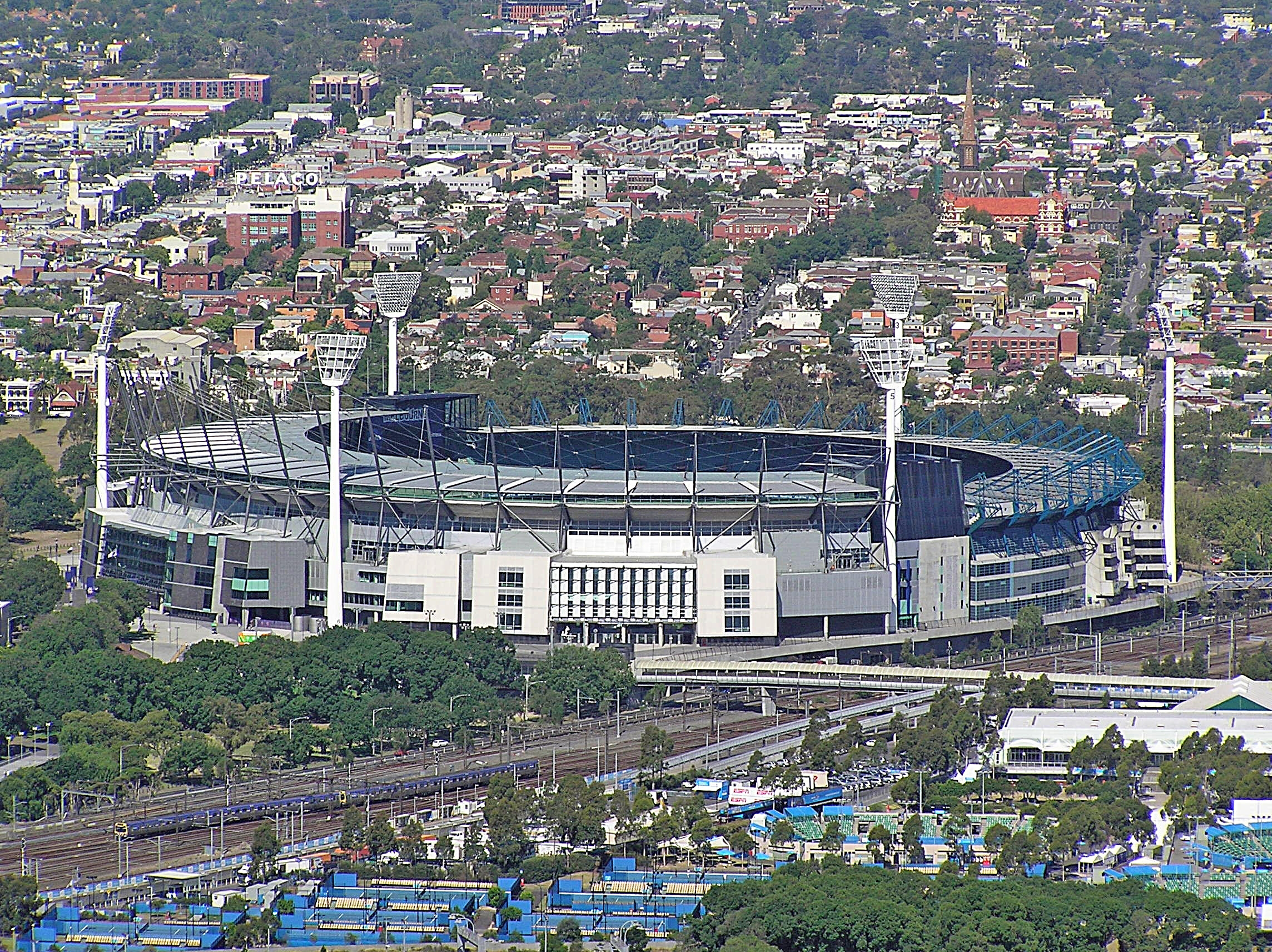
Melbourne Cricket Ground, Olympiastadion (hier im Jahr 2008)

| Weltrekord         | 11,3 s | Shirley de la Hunty ( Australien) | Warschau, Polen                             | 4. August 1955 |
| Olympischer Rekord | 11,5 s | Marjorie Jackson ( Australien)    | Halbfinale und Finale OS Helsinki, Finnland | 22. Juli 1952  |

### Rekordegalisierung / -verbesserung
Ungünstige Bedingungen mit erheblichem Gegenwind sorgten in den Halbfinals und dem Finale dafür, dass es kaum möglich war, schnelle Zeiten zu erzielen. Zuvor wurde der bestehende olympische Rekord einmal egalisiert und einmal verbessert:
- 11,5 s (egalisiert) – Marlene Mathews (Australien), zweiter Vorlauf am 24. November bei einem Rückenwind von 0,6 m/s
- 11,4 s – Betty Cuthbert (Australien), dritter Vorlauf am 24. November bei einem Gegenwind von 1,2 m/s

## Durchführung des Wettbewerbs
37 Athletinnen traten am 24. November zu sechs Vorläufen an. Die jeweils zwei besten Läuferinnen – hellblau unterlegt – qualifizierten sich für das Halbfinale am selben Tag. Aus den Halbfinals erreichten die jeweils drei Erstplatzierten – wiederum hellblau unterlegt – das Finale am 26. November.

## Zeitplan
24. November, 14:45 Uhr: Vorläufe

24. November, 16:40 Uhr: Halbfinale

26. November, 17:20 Uhr: Finale
Anmerkung: Alle Zeiten sind als Ortszeit von Melbourne angegeben. (UTC + 10)

## Vorläufe
Datum: 24. November 1956, ab 14:45 Uhr

### Vorlauf 1
Wind: +1,3 m/s
| Platz | Name              | Nation      | Offizielle Zeit handgestoppt | Inoffizielle Zeit elektronisch |
| ----- | ----------------- | ----------- | ---------------------------- | ------------------------------ |
| 1     | Giuseppina Leone  | Italien     | 11,8 s                       | 12,00 s                        |
| 2     | Wera Krepkina     | Sowjetunion | 11,9 s                       | 12,08 s                        |
| 3     | Mae Faggs         | USA         | 12,2 s                       | 12,36 s                        |
| 4     | Micheline Fluchot | Frankreich  | 12,4 s                       | 12,55 s                        |
| 5     | Janet Jesudason   | Singapur    | 13,2 s                       | 13,41 s                        |
| DNF   | Mary Leela Rao    | Indien      |                              |                                |

### Vorlauf 2

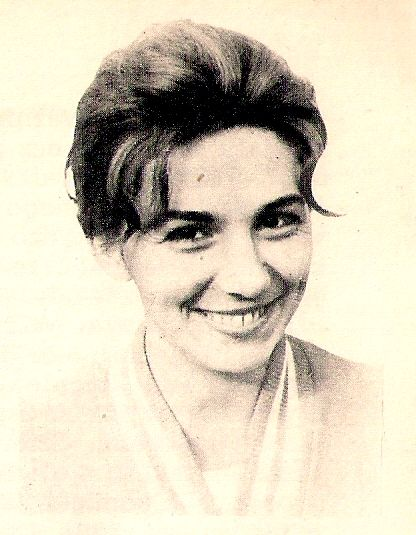
Maria Kusion-Bibro – ausgeschieden als Vierte des zweiten Vorlaufs
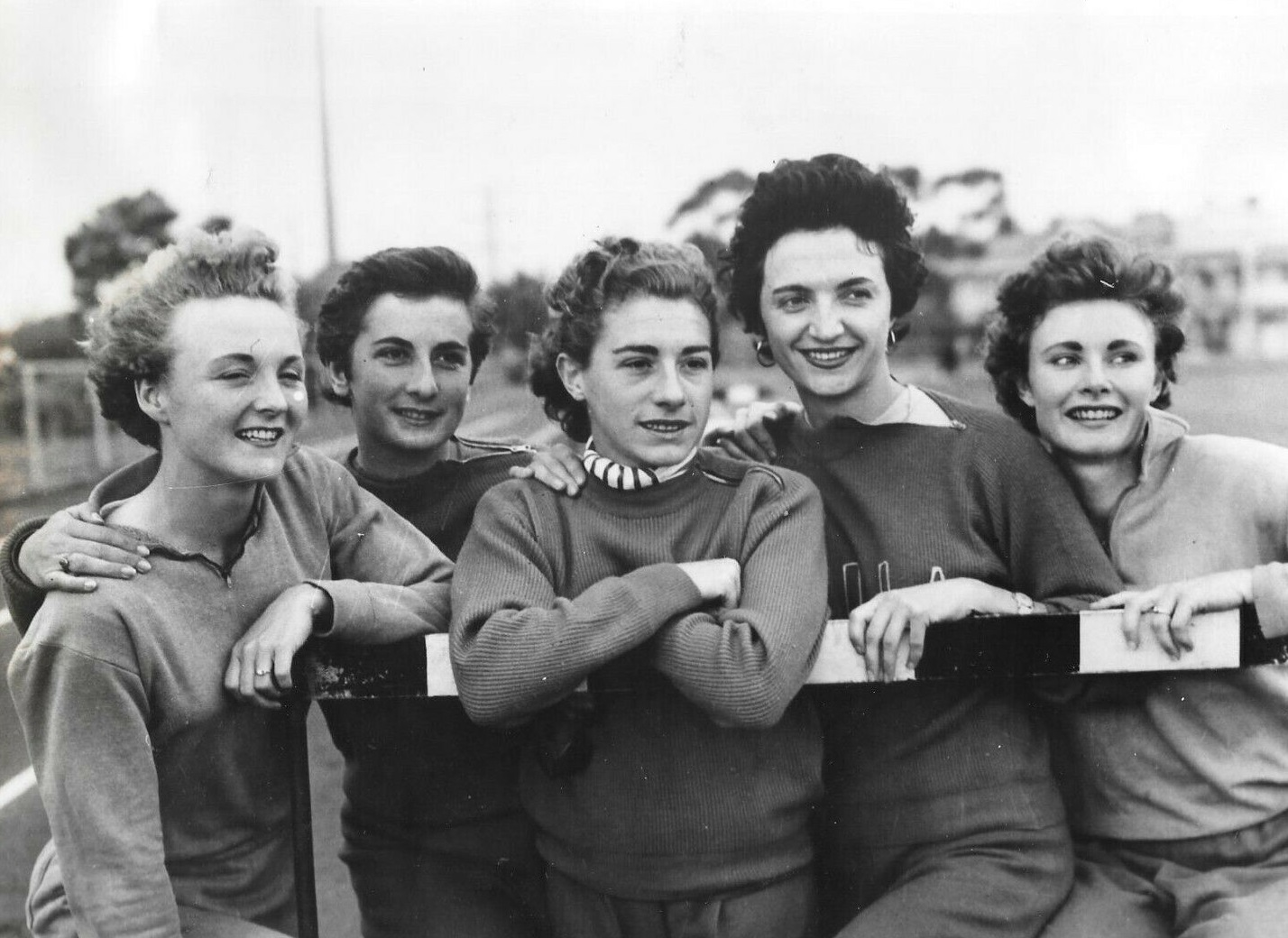
Franca Peggion (Zweite von links) – ausgeschieden als Sechste des zweiten Vorlaufs und Maria Musso (Zweite von rechts) – ausgeschieden als Fünfte des dritten Vorlaufs

Wind: +0,6 m/s
| Platz | Name                | Nation      | Offizielle Zeit handgestoppt | Inoffizielle Zeit elektronisch |
| ----- | ------------------- | ----------- | ---------------------------- | ------------------------------ |
| 1     | Marlene Mathews     | Australien  | 11,5 s ORe                   | 11,81 s                        |
| 2     | Galina Restschikowa | Sowjetunion | 11,8 s0000                   | 12,11 s                        |
| 3     | Lucinda Williams    | USA         | 12,0 s0000                   | 12,14 s                        |
| 4     | Maria Kusion-Bibro  | Polen       | 12,2 s0000                   | 12,34 s                        |
| 5     | Maureen Rever       | Kanada      | 12,2 s0000                   | 12,36 s                        |
| 6     | Franca Peggion      | Italien     | 12,4 s0000                   | 12,55 s                        |
| 7     | Mary Klass          | Singapur    | 12,6 s0000                   | 12,57 s                        |

### Vorlauf 3

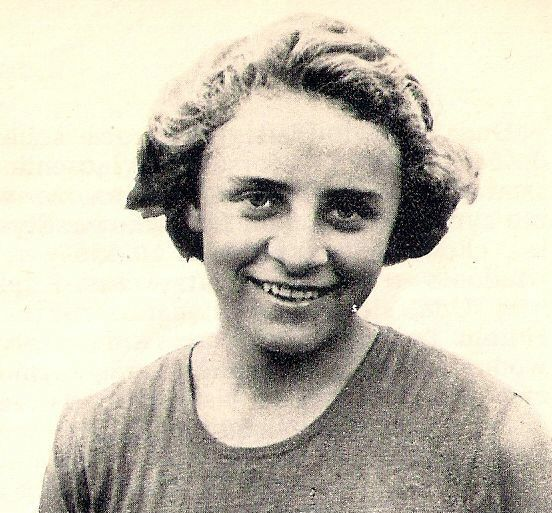
Barbara Sobotta – ausgeschieden als Vierte des dritten Vorlaufs

Wind: −1,2 m/s
| Platz | Name             | Nation         | Offizielle Zeit handgestoppt | Inoffizielle Zeit elektronisch |
| ----- | ---------------- | -------------- | ---------------------------- | ------------------------------ |
| 1     | Betty Cuthbert   | Australien     | 11,4 s OR                    | 11,72 s                        |
| 2     | Isabelle Daniels | USA            | 11,6 s000                    | 11,91 s                        |
| 3     | Anne Pashley     | Großbritannien | 11,7 s000                    | 11,94 s                        |
| 4     | Barbara Sobotta  | Polen          | 12,2 s000                    | 12,37 s                        |
| 5     | Maria Musso      | Italien        | 12,2 s000                    | 12,40 s                        |
| 6     | Diane Matheson   | Kanada         | 12,4 s000                    | 12,59 s                        |

### Vorlauf 4

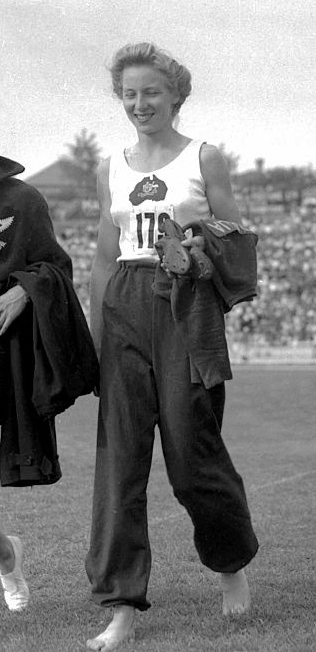
Shirley de la Hunty, frühere Shirley Strickland – erfolgreich v. a. im Hürdensprint mit Olympiagold 1952 und hier in Melbourne, auch Weltrekordinhaberin über 100 m – ausgeschieden als Dritte des vierten Vorlaufs
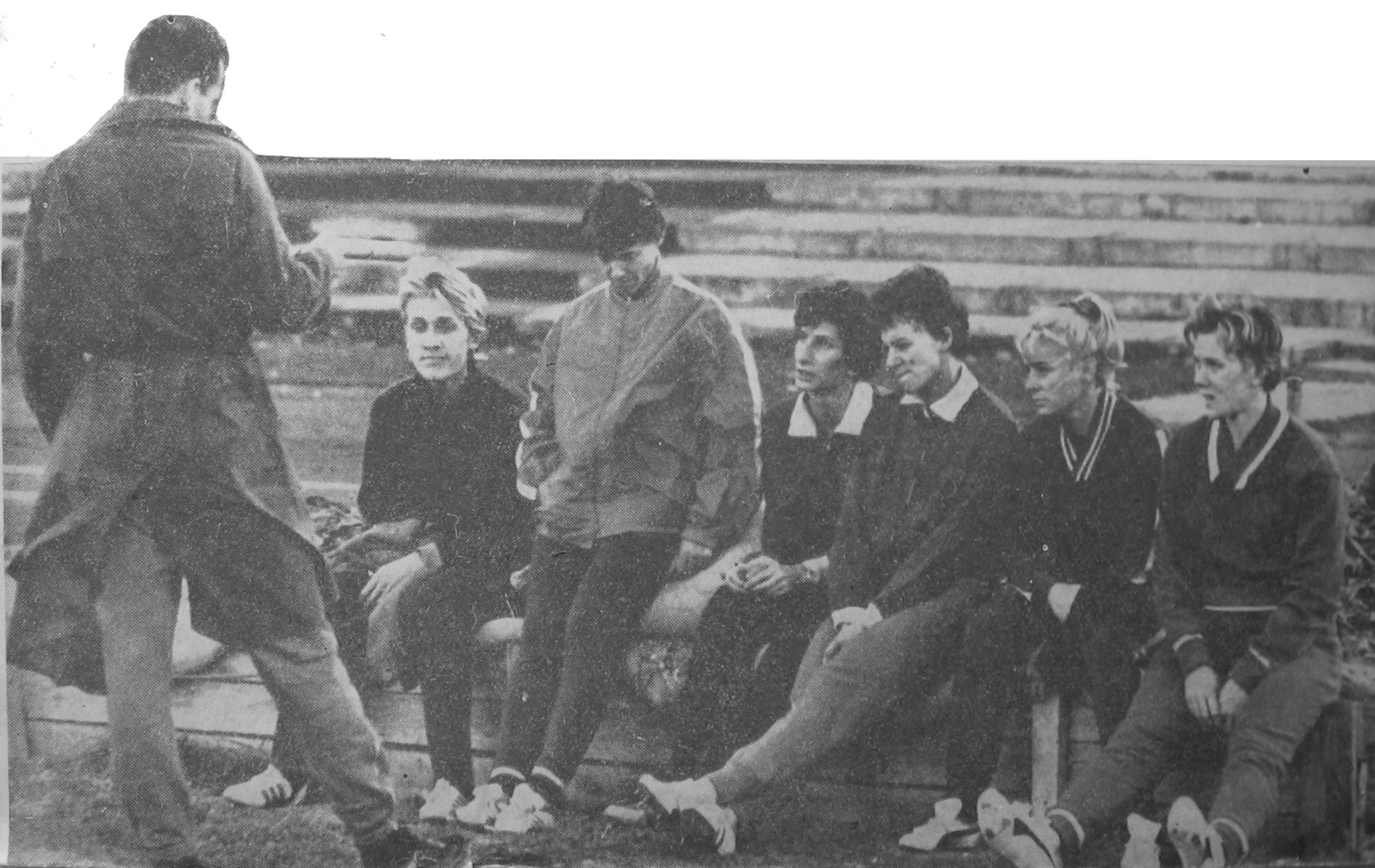
Halina Herrmann (Dritte von rechts) – ausgeschieden als Fünfte des vierten Vorlaufs

Wind: +2,4 m/s
| Platz | Name                | Nation         | Offizielle Zeit handgestoppt | Inoffizielle Zeit elektronisch |
| ----- | ------------------- | -------------- | ---------------------------- | ------------------------------ |
| 1     | Heather Armitage    | Großbritannien | 11,5 s                       | 11,81 s                        |
| 2     | Gisela Birkemeyer   | Deutschland    | 11,7 s                       | 11,85 s                        |
| 3     | Shirley de la Hunty | Australien     | 11,7 s                       | 11,86 s                        |
| 4     | Eleanor Haslam      | Kanada         | 11,8 s                       | 11,98 s                        |
| 5     | Halina Herrmann     | Polen          | 12,2 s                       | 12,38 s                        |
| 6     | Maeve Kyle          | Irland         | 12,3 s                       | 12,48 s                        |

### Vorlauf 5

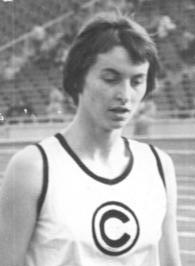
Inge Fuhrmann – ausgeschieden als Dritte des fünften Vorlaufs

Wind: +3,5 m/s
| Platz | Name                  | Nation      | Offizielle Zeit handgestoppt | Inoffizielle Zeit elektronisch |
| ----- | --------------------- | ----------- | ---------------------------- | ------------------------------ |
| 1     | Galina Popowa         | Sowjetunion | 11,6 s                       | 11,86 s                        |
| 2     | Catherine Capdevielle | Frankreich  | 11,7 s                       | 12,10 s                        |
| 3     | Inge Fuhrmann         | Deutschland | 12,2 s                       | 12,31 s                        |
| 4     | Annie Choong          | Malaya      | 12,5 s                       | 12,73 s                        |
| DNS   | ManoBerta Díaz        | Kuba        |                              |                                |
| DNS   | Francisca Sañopal     | Philippinen |                              |                                |

### Vorlauf 6
Wind: −4,0 m/s
| Platz | Name                | Nation                | Offizielle Zeit handgestoppt | Inoffizielle Zeit elektronisch |
| ----- | ------------------- | --------------------- | ---------------------------- | ------------------------------ |
| 1     | Christa Stubnick    | Deutschland           | 11,7 s                       | 11,89 s                        |
| 2     | June Foulds         | Großbritannien        | 11,9 s                       | 12,15 s                        |
| 3     | Margaret Stuart     | Neuseeland            | 12,3 s                       | 12,38 s                        |
| 4     | Elaine Winter       | Südafrikanische Union | 12,5 s                       | 12,59 s                        |
| 5     | Claudette Masdammer | Britisch-Guayana      | 12,7 s                       | 12,87 s                        |
| DNS   | Manolita Cinco      | Philippinen           |                              |                                |

## Halbfinale
Datum: 24. November 1956, ab 16:40 Uhr

### Lauf 1
Wind: −4,0 m/s
| Platz | Name                  | Nation         | Offizielle Zeit handgestoppt | Inoffizielle Zeit elektronisch |
| ----- | --------------------- | -------------- | ---------------------------- | ------------------------------ |
| 1     | Christa Stubnick      | Deutschland    | 11,9 s                       | 12,05 s                        |
| 2     | Betty Cuthbert        | Australien     | 12,0 s                       | 12,08 s                        |
| 3     | Giuseppina Leone      | Italien        | 12,1 s                       | 12,22 s                        |
| 4     | June Foulds           | Großbritannien | 12,1 s                       | 12,24 s                        |
| 5     | Galina Popowa         | Sowjetunion    | 12,2 s                       | 12,34 s                        |
| 6     | Catherine Capdevielle | Frankreich     | 12,4 s                       | 12,53 s                        |

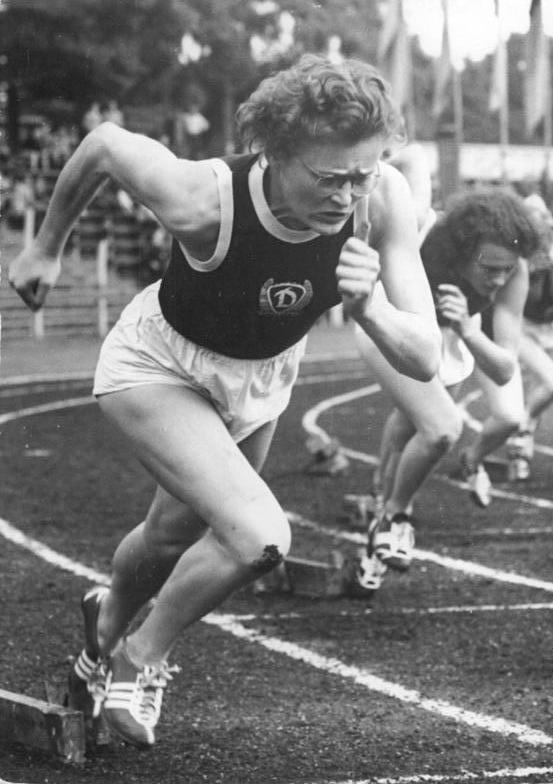
Gisela Birkemeyer – vier Tage später Olympiazweite über 80 m Hürden – ausgeschieden als Vierte des zweiten Halbfinals

### Lauf 2
Wind: ±2,3 m/s
| Platz | Name                | Nation         | Offizielle Zeit handgestoppt | Inoffizielle Zeit elektronisch |
| ----- | ------------------- | -------------- | ---------------------------- | ------------------------------ |
| 1     | Marlene Mathews     | Australien     | 11,6 s                       | 11,80 s                        |
| 2     | Heather Armitage    | Großbritannien | 11,6 s                       | 11,87 s                        |
| 3     | Isabelle Daniels    | USA            | 11,7 s                       | 11,94 s                        |
| 4     | Gisela Birkemeyer   | Deutschland    | 11,9 s                       | 12,07s                         |
| 5     | Wera Krepkina       | Sowjetunion    | 11,9 s                       | 12,07 s                        |
| 6     | Galina Restschikowa | Sowjetunion    | 12,1 s                       | 12,23 s                        |

## Finale

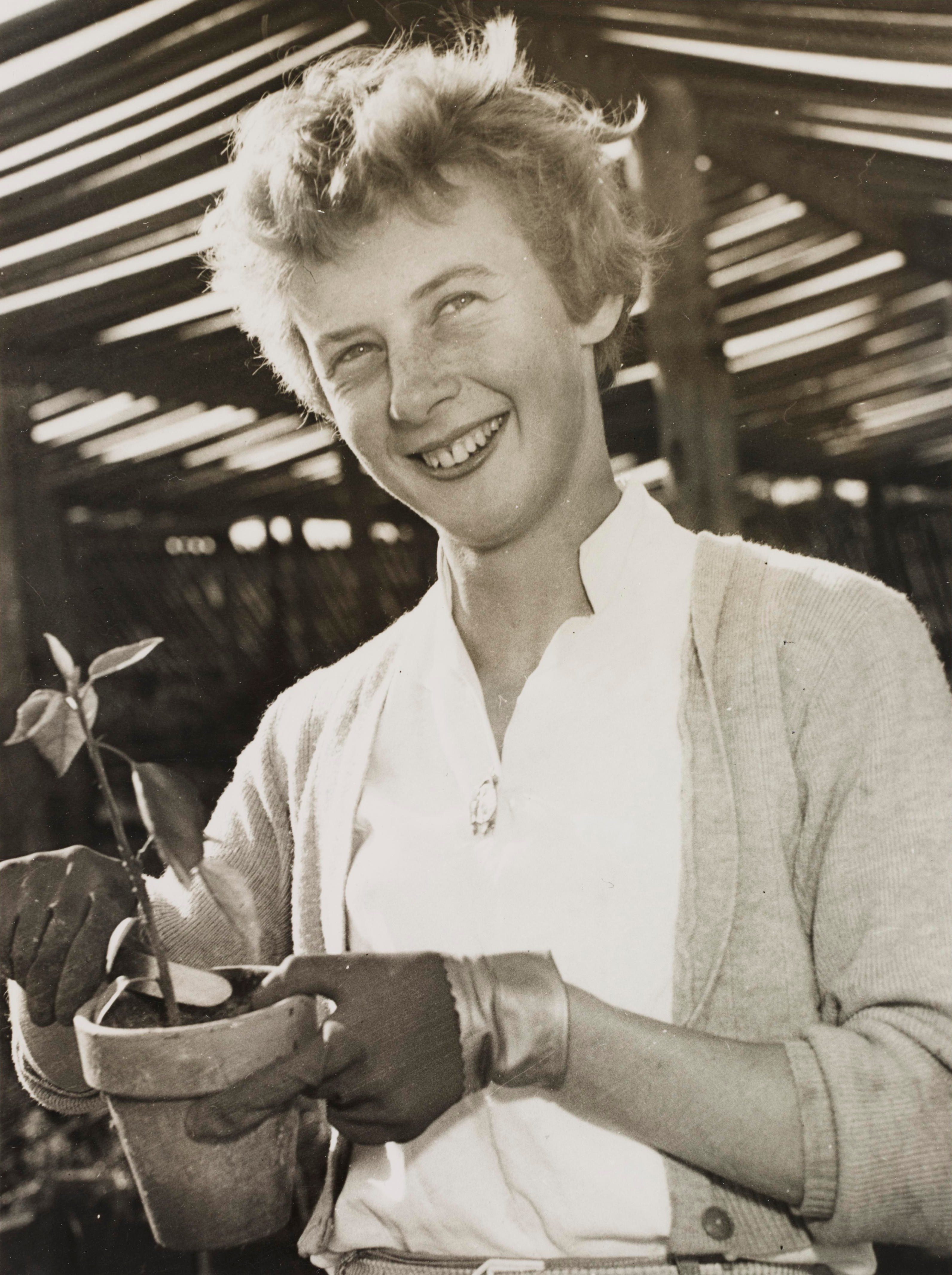
Olympiasiegerin Betty Cuthbert

Datum: 26. November 1956, 17:20 Uhr

Wind: −2,3 m/s
| Platz | Name             | Nation         | Offizielle Zeit handgestoppt | Inoffizielle Zeit elektronisch |
| ----- | ---------------- | -------------- | ---------------------------- | ------------------------------ |
| 1     | Betty Cuthbert   | Australien     | 11,5 s                       | 11,82 s                        |
| 2     | Christa Stubnick | Deutschland    | 11,7 s                       | 11,92 s                        |
| 3     | Marlene Mathews  | Australien     | 11,7 s                       | 11,94 s                        |
| 4     | Isabelle Daniels | USA            | 11,8 s                       | 11,98 s                        |
| 5     | Giuseppina Leone | Italien        | 11,9 s                       | 12,07 s                        |
| 6     | Heather Armitage | Großbritannien | 12,0 s                       | 12,10 s                        |

Die erst 18-jährige Betty Cuthbert aus Australien galt vor heimischem Publikum als Favoritin. Aber im Halbfinale war die Deutsche Christa Stubnick nach einem ganz schwachen Start noch vor Cuthbert im Ziel, sodass auch ihr Chancen auf olympisches Gold eingeräumt wurden. Aber die Australierin hatte hier wohl noch nicht ihr ganzes Können aufgeboten.
Im Finale war der Gegenwind zwar nicht ganz so stark wie im Rennen der Männer zwei Tage zuvor, hatte jedoch mit 2,3 m/s einen hohen Wert, der Klassezeiten verhinderte.
Betty Cuthbert lag nach einem wiederum schlechten Start Stubnicks von Anfang an deutlich vorn. Die Australierin zog nun durch und gewann fast mühelos ihre erste Goldmedaille von dreien bei diesen Olympischen Spielen. Christa Stubnick wurde Zweite hauchdünn vor der zeitgleichen Australierin Marlene Mathews. Wiederum nur knapp dahinter belegte Isabelle Daniels als beste US-Amerikanerin Rang vier.

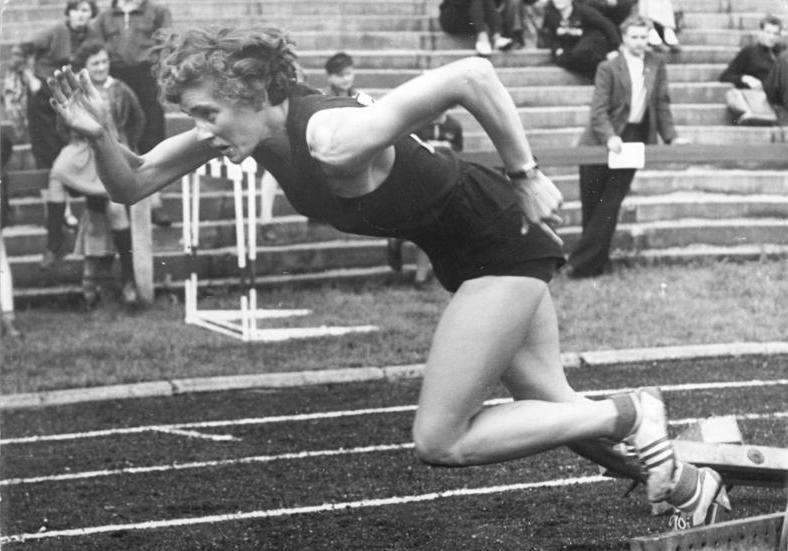
Silbermedaillengewinnerin Christa Stubnick
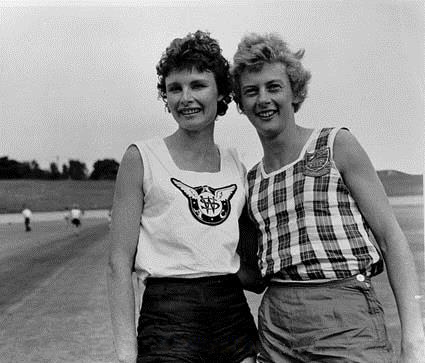
Marlene Matthews (links, im Jahr 1960 zusammen mit Betty Cuthbert) gewann die Bronzemedaille

## Videolinks
- Betty Cuthbert - 1956 Melbourne Olympics, youtube.com, abgerufen am 10. Oktober 2017
- Melbourne 1956 Official Olympic Film - Part 3 | Olympic History, Bereich: 16:22 min bis 18:05 min, youtube.com, abgerufen am 18. August 2021
- Melbourne 1956 Official Olympic Film - Part 4 | Olympic History, Bereich: 3:16 min bis 4:13 min, youtube.com, abgerufen am 18. August 2021